# Ridgeia
Ridgeia är ett släkte av ringmaskar. Ridgeia ingår i familjen skäggmaskar.
Kladogram enligt Catalogue of Life:
| Ridgeia | \| \| Ridgeia phaeophiale \| \| \| \| \| \| Ridgeia piscesae \| \| \| \| |
|         | \| \| Ridgeia phaeophiale \| \| \| \| \| \| Ridgeia piscesae \| \| \| \| |
|         | Ridgeia phaeophiale                                                      |
|         |                                                                          |
|         | Ridgeia piscesae                                                         |
|         |                                                                          |